# Gyulakeszi
Gyulakeszi es un pueblo ubicado en el distrito de Tapolca, en el condado de Veszprém, Hungría.

## Superficie
Posee una superficie de 9,670 kilómetros cuadrados.

## Demografía
Hasta 2019 la población era de 696 habitantes, con una densidad de población de 71,98 habitantes por kilómetro cuadrado.